# Allothymoites
Allothymoites is een monotypisch geslacht van spinnen uit de  familie van de Theridiidae (Kogelspinnen).

## Soort
- Allothymoites kumadai Ono, 2007